# Sinfonia n. 3 (Šostakovič)
La Sinfonia n. 3 in mi bemolle maggiore (Op. 20, Al Primo Maggio) di Dmitrij Šostakovič fu composta nel 1929, ed eseguita per la prima volta dall'Orchestra Filarmonica di Leningrado e l'Academy Capella Choir, con la direzione di Aleksandr Gauk.

## Storia
Come la precedente sinfonia, quest'opera si articola in un unico movimento, diviso in quattro parti, e con un coro finale, basato su testi di Semën Isaakovič Kirsanov, inneggiante la festa del Primo maggio.

## Struttura
Il brano è diviso in quattro sezioni, come fosse una sinfonia con quattro movimenti senza soluzione di continuità:
Allegretto - Allegro, Andante, Largo, Moderato: "V pérvoye, Pérvoye máya".

## Registrazioni
- "Shostakovic, the symphonies", Vladimir Ashkenazy, Royal P. O., St Petersburg P. O., NHK S.O.